# Фаетано (футбольний клуб)
«Фаетано» (італ. Società Calcio Faetano) — сан-маринський футбольний клуб з однойменного міста. Виступає у Чемпіонаті Сан-Марино. Клуб створений у 1962 році.

## Досягнення
- Чемпіонат Сан-Марино з футболу
  -  Чемпіон (3): 1985–1986, 1990–1991, 1998–1999
  -  Віце-чемпіон (1): 1986–1987
  -  Бронзовий призер (3): 1996–1997, 2007–2008, 2009–2010
- Кубок Сан-Марино з футболу
  -  Володар (3): 1993, 1994, 1998
- Суперкубок Сан-Марино з футболу
  -  Володар (4): 1994

## Виступи в єврокубках
| Сезон     | Турнір           | Раунд     |        | Клуб      | Вдома | На виїзді |
| --------- | ---------------- | --------- | ------ | --------- | ----- | --------- |
| 2010–2011 | Ліга Європи УЄФА | 1-й раунд | Грузія | Зестафоні | 0-0   | 0-5       |